# Cassiglio

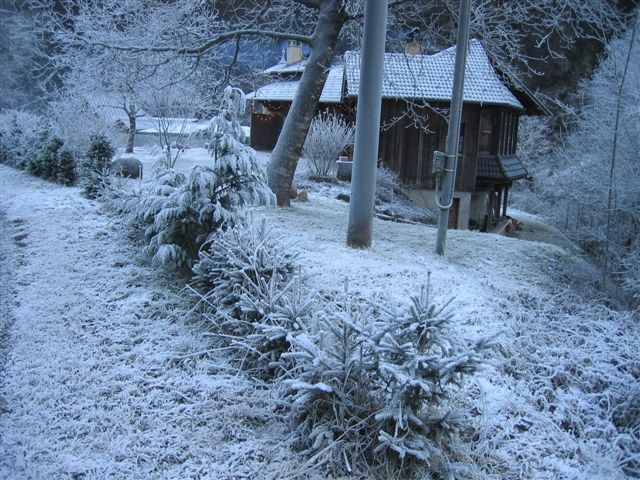
Pohled na Cassiglio na břehu řeky Stabino v zimě.

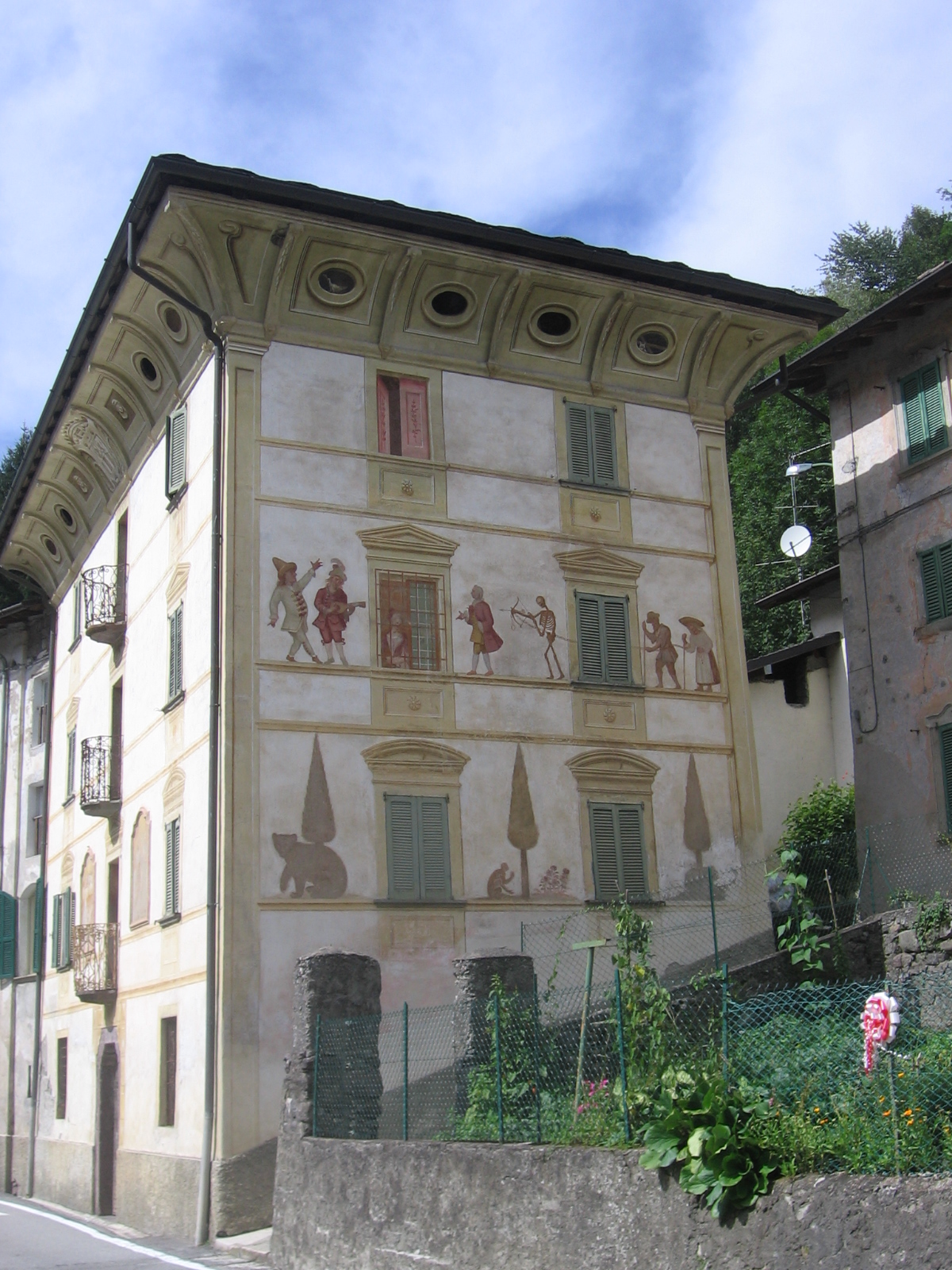
Dům Milesi s fasádou s freskami

Cassiglio je komuna (obec) v provincii Bergamo na severu italského regionu Lombardie, která se nachází asi 100 kilometrů severovýchodně od Milána a asi 45 kilometrů severně od Bergama.
Cassiglio sousedí s následujícími obcemi: Camerata Cornello, Cusio, Olmo al Brembo, Ornica, Piazza Brembana, Santa Brigida, Taleggio, Valtorta, Vedeseta.